# Hámid Karzai
Hámid Karzai (pastuul حامد کرزي) (Kandahár, 1957. december 24.) afganisztáni politikus, 2001-től az Afgán Átmeneti Kormány vezetője, 2002-től az ország ideiglenes, 2004-től 2014-ig megválasztott elnöke.

## Élete
Karzai 1957-ben született a pastu nemzetiségű, durráni törzsbeli, a korábbi uralkodót, Záhir sahot támogató, befolyásos Popajza klán tagjaként. Ennek köszönhetően hamar Afganisztán politikai pályáján találhatta magát. A szovjet megszállás idején Indiába repült, majd ott is maradt a tálib megszállásig. 1979–1983 között az indiai Himacsal Egyetemen politikatudományt tanult, majd visszatérte után a betörő szovjetek ellen fellázadó csapatok pénzügyi támogatója volt. A szovjetek kivonulása után Burhánuddín Rabbáni kormányában vállalt miniszterhelyettesi szerepet.
Felesége Zínat Karzai orvos, akit 1998-ban vett el. Nincs gyermekük.
Mikor a tálibok az 1990-es években feltűntek a politika porondján, Karzai azonnal a támogatóik között volt. Később feltételezett pakisztáni összeköttetéseik miatt megszakította velük a kapcsolatot. Miután a tálibok 1996-ban eltávolították Rabbánit és átvették a hatalmat, Karzai lett az ország ENSZ-nagykövete. 1997-ben sok családtagjához hasonlóan Kvetába költözött, ahonnét Záhir sah restaurációs terveit támogatta. Édesapját 1999. július 14-én tálib ügynökök orvul megölték, s ezt követően Karzai végig az elűzésükért küzdött.
A 2001. szeptember 11-ei terrortámadás után Karzai együttműködött az USA ügynökeivel, hogy eltávolítsák a tálibokat Afganisztán éléről. Az afgán vezetők 2001. december 5-én, a németországi Bonnban tartott gyűlésén Karzait a 29 fős ideiglenes kormány elnökévé választották. A hatalomátadás ünnepi eseményeire december 22-én került sor. Politikai elemzők bírálni kezdték, mivel régebben állítólag az Unoca amerikai olajtársaságnak dolgozott, mely nem sokkal ezután, december 27-én olajkitermelési szerződést írt alá. A cégnek Közép-Kelet-Ázsiában olaj- és gázérdekeltségei vannak.

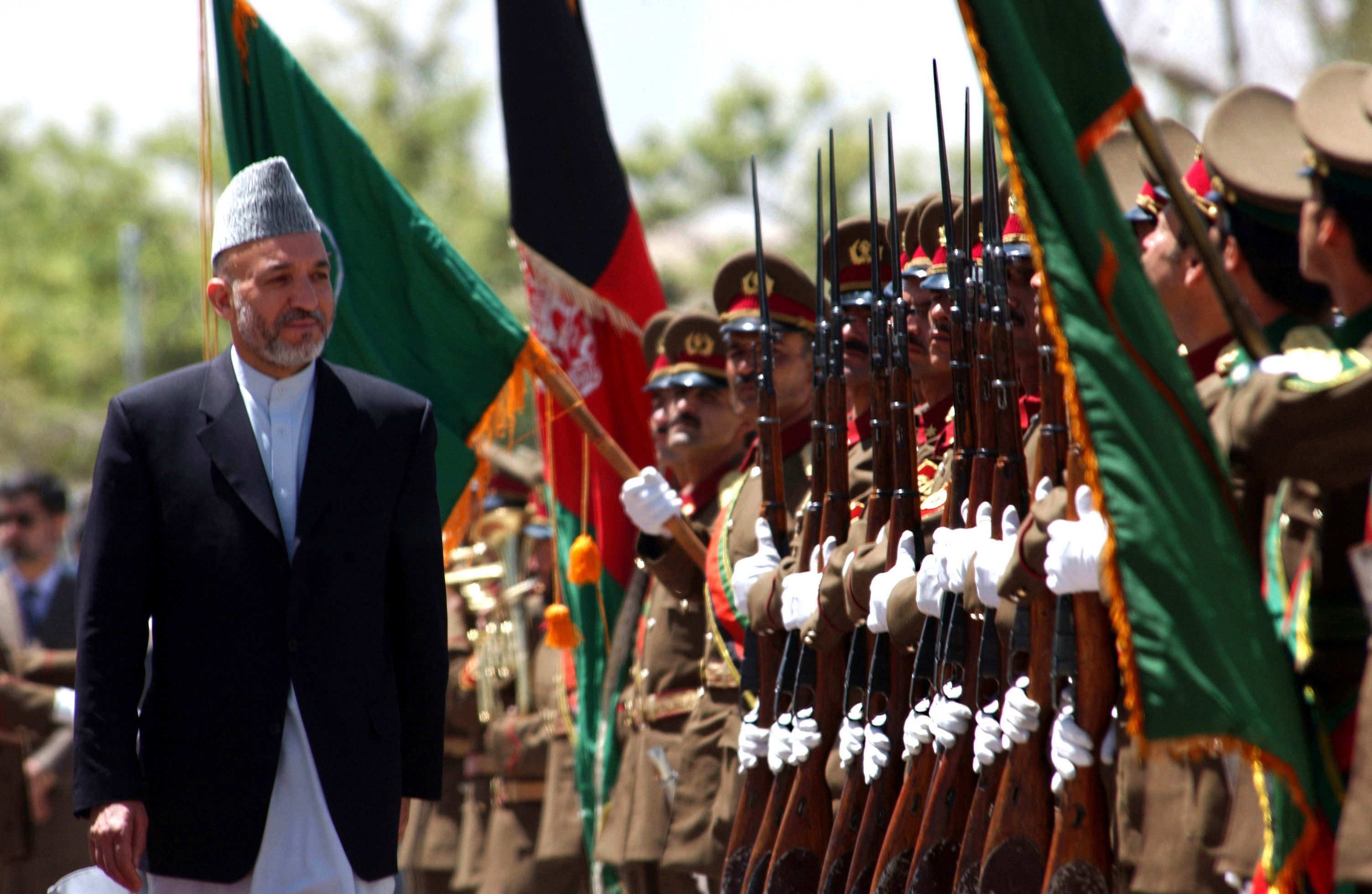
Karzai elnök megtekinti az Afgán Nemzeti Hadsereg katonáit

Mivel a loja dzsirga (nagytanács) kinevezett, s nem választott testület volt, hatalma is csekély maradt a központi területektől messzebb fekvő térségekben. Még a hadurak között sem volt elég tekintélye. Az általa kinevezett vezetőknek olyan gyenge hatalmuk volt, hogy gyakran Kabul polgármesterének hívták. A 2003 decemberében megtartott alkotmányozó loja dzsirga a elfogadta az új alkotmányt, amely kimondta, hogy Afganisztán élén az elnök által irányított kormány áll.
Bár a fővároson kívül nagyon alacsony támogatottsága volt, a 2004. október 9-én megtartott elnökválasztáson Karzai mind a 22 kihívóját legyőzte, a szavazatok 55,4%-át nyerte el, így országának első demokratikusan megválasztott vezetője lett.
Karzait 2004. december 7-én iktatták be Afganisztán elnökévé. A hivatalos ünnepségre Kabulban került sor. Ezt sokan szimbolikus jelentőségűnek tekintették, remélve, hogy a központ átveszi a hatalmat a haduraktól. A beiktatáson jelenlévő hírességek között volt a hajdani király, Záhir sah, valamint Afganisztán három korábbi elnöke és az amerikai elnökhelyettes.
Miután demokratikus választásokon jutott mandátumhoz és számos hadurat kiszorított a kabinetből, sokan úgy gondolták, Karzai egy sokkal agresszívabb vezetési stílust vesz fel.

## További tudnivalók

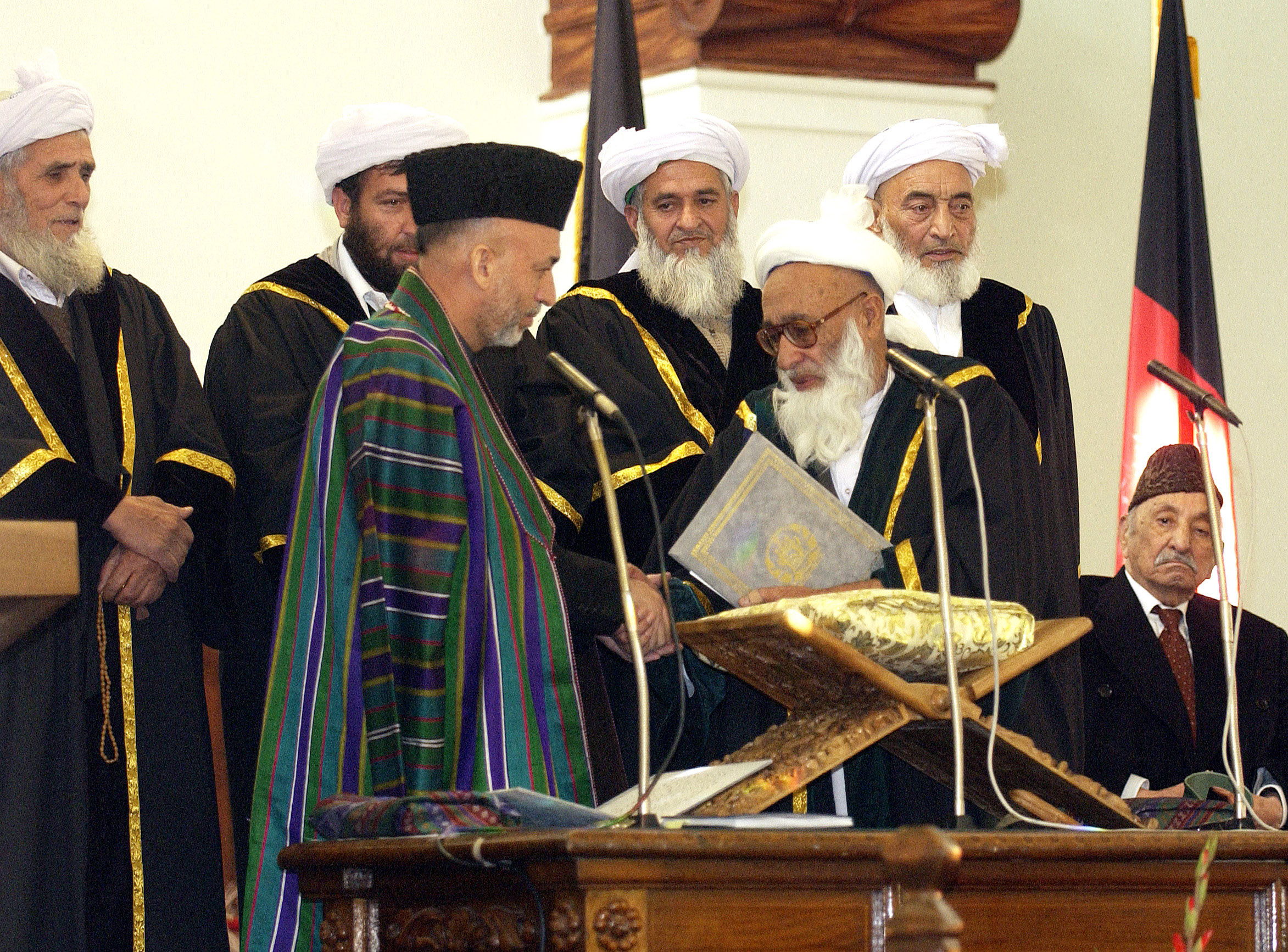
Karzai

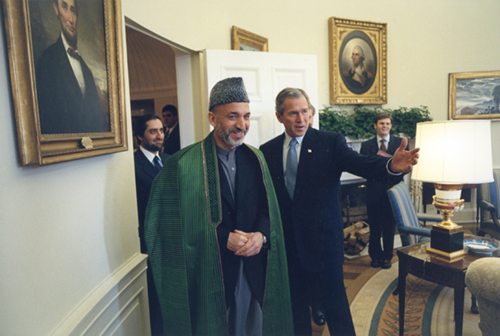
Az amerikai elnök fogadja az Afgán Ideiglenes Kormány vezetőjét: Hamid Karzai és George W. Bush az Oval Office-ban

2002. szeptember 5.: Kandahárban merényletkísérletet követtek el Karzai ellen. Egy, az Afgán Hadsereg egyenruháját viselő fegyveres megsebesítette Kandahár kormányzóját és egy amerikai speciális katonát. A lövész és az elnök egyik testőre meghalt. Az elnök egyik amerikai testőre további hét embert ölt meg. Életét másodszor 2004. szeptember 16-án fenyegette veszély, mikor egy eltévedt rakéta majdnem lelőtte helikopterét, mellyel Gardezbe utazott, ahol egy iskolát nyitott meg.
Néhány forrás, köztük Michael Moore Fahrenheit 9/11 című filmje is megemlíti, hogy Karzai egyszer az Unoca olajtársaság konzulense volt. Mind a társaság, mind Karzai szóvivője cáfolta ezt. A hírt először a francia Le Monde hozta napvilágra. Ugyanezt állítja a Christian Science Monitor  Archiválva 2008. december 12-i dátummal a Wayback Machine-ben 2001. december 9-ei számában.
2004-ben visszautasította az USA kérését, hogy tiltassa be országában a mák termesztését.
2003. március 7-én irodalom díszdoktorrá avatták a Himacsal Egyetemen.
Testvére, Ahmad Vali Karzai 2005–2011 között Kandahár tartományi tanácsának elnöke volt, míg meg nem ölték.
Karzai öt nyelven beszél. Ezek: pastu, dari, angol, francia, perzsa.
Kitüntették a Philadelphiai Szabadság Medállal, valamint brit lovaggá ütötték.
Testvérei közül néhányan étteremvezetők az Egyesült Államokban. Ők vezetik a Helmand afgán éttermet, melynek San Franciscóban és Baltimore-ban is vannak üzletei.
Az ő nevét viseli a Kabuli nemzetközi repülőtér.

## Fordítás
Ez a szócikk részben vagy egészben  a   Hamid Karzai című angol Wikipédia-szócikk fordításán alapul.  Az eredeti cikk szerkesztőit annak laptörténete sorolja fel. Ez a jelzés csupán a megfogalmazás eredetét és a szerzői jogokat jelzi, nem szolgál a cikkben szereplő információk forrásmegjelöléseként.